# Elena Filatova
Elena Vladimirovna Filatova (russe : Елена Филатова, Олена Володимирівна Філатова en ukrainien, née en 1974 en Ukraine soviétique, est une motocycliste et une photographe qui utilise le pseudonyme internet « KiddOfSpeed ». Elle s'est fait connaître par un reportage photographique issu d'un voyage en solitaire, à moto, dans la zone d'exclusion de Tchernobyl. Plus tard, il a été suggéré que l'histoire accompagnant les photos, racontée à la première personne, était fictionnelle et que les photos avaient été prises durant une excursion en groupe. Son site web a gagné en popularité après avoir été mentionné sur Slashdot et sur d'autres sources internet.

## Photos de Tchernobyl et voyage à moto
Sur son site web, Filatova a posté de nombreuses photos de son voyage à moto dans la zone entourant la centrale nucléaire de Tchernobyl, qu'elle a mené 18 ans après la catastrophe qui y a eu lieu. Elle a notamment visité la ville abandonnée de Prypiat et une partie de la zone d'exclusion mise en place autour de la centrale.
Elena Filatova a pris un grand nombre de photos de bâtiments abandonnés de la zone. On peut voir toutes sortes d'installations et d'objets, typiques d'un village soviétique de l'époque et que l'on aurait pu retrouver partout ailleurs, si ce n'est que l'évacuation de Tchernobyl a brusquement arrêté le temps pour ces choses et les a laissées telles qu'elles étaient en 1986. Ainsi, sont visibles entre autres de petites maisons, des déguisements prévus pour le carnaval de Prypiat, des écoles abandonnées, les véhicules en ruine des stations de police, de pompiers ou même des habitants. Les photos se suivent et sont présentées de telles façon qu'elles forment une histoire racontant le voyage d'une motocycliste voyageant seule dans la zone radioactive. Cependant, un guide touristique de Tchernobyl, Youri Tatarchuk, a accusé Filatova d'avoir « réservé un tour, porté un blouson en cuir de motard et posé pour des photos ».

## Critiques et réponse
Le 16 mai 2004, Filatova a posté sur son site une note où elle se disait « accusée d'avoir laissée dans cette histoire plus de poésie que de réalité. J'accepte partiellement cette accusation, mais cela reste toujours plus réel que poétique ». Le 24 mai, elle a supprimé la note. Elle avait également mis sur sa page un dialogue mené avec l'hébergeur du site web, où celui-ci disait que, indépendamment du fait que la « licence poétique » soit valable ou non, le site servait à « se souvenir d'une région oubliée ».

## Autres projets
Parmi les derniers projets des années 2000 se trouve un reportage photo du mur du Serpent (en) près de Kiev, prenant pour thème l'exploration d'une ancienne muraille et de fortifications plus récentes construites pendant la Seconde Guerre mondiale, ainsi qu'un reportage photo du jour de la révolution orange ukrainienne et une exploration des anciens camps de prisonniers (goulags) construits sous Staline.
En avril 2007, Filatova a ajouté de nouvelles photos de la zone d'exclusion de Tchernobyl, prises en mars de la même année.

## Publications
- (sv) Tjernobyl. Dagbok från spökstaden, Max Ström, 2006, 140 p. (ISBN 978-9-1712-6050-5)